# Andreas Bjelland

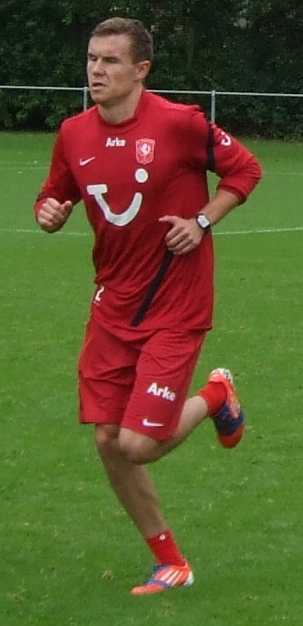
Imagem do futebolísta dinamarquês Andreas Bjelland.

Andreas Bjelland é um futebolista dinamarquês que atua como zagueiro. Atualmente, joga pelo Brentford.
Bjelland possui, atualmente, 21 partidas jogadas pela seleção principal da Dinamarca, além de dois gols marcados.